# Bingyi
Bingyi, en chino:冰逸 (Beijing, 1975), es una artista, curadora, erudita, diseñadora arquitectónica, crítica cultural y activista china.

## Educación
Bingyi recibió su formación de grado en Mount Holyoke College en 1998, su máster en la Universidad de Yale en 2001 y un doctorado en Historia del Arte de la Universidad de Yale en 2005. Su disertación titulada "Relectura de Mawangdui, de Chu a Han" fue clasificada como la sexta disertación más leída por ProQuest entre 70,000 disertaciones en 2006.

## Obra de arte
Bingyi es más conocida por sus pinturas a tinta a gran escala en las que trabaja, durante meses o años, con las condiciones ambientales de un sitio específico, para capturar un registro a escala real de las fuerzas climáticas y topológicas que dan forma a un paisaje natural o urbano. También es conocida por sus pinturas Shanshui de "bomba de tinta" que utilizan fuerzas como helicópteros. Es una de las pintoras más provocativas dentro de la tradición shanshui, pero también logra trabajar en diferentes medios y dominios, como la planificación urbana, la realización de películas, la escritura de poesía y las instalaciones multimedia. En el otro extremo de su amplia práctica, Bingyi explora los orígenes microscópicos de la vida orgánica en pinturas íntimas y de pequeño formato, en las que su pincelada minuciosa y meticulosa revela paradójicamente una cualidad profundamente creativa, gestual y "caligráficamente expresiva" extraída de su rutina diaria de caligrafía. A través de su resistencia hipnótica y obsesiva y su ejecución minuciosa y matizada, siente el poder amoroso de la naturaleza misma a medida que crea vida animada a partir de materia inanimada. Su trabajo ha sido descrito por el crítico Jonathan Goodman como "épico" en escala. Después de trabajar como arqueóloga e historiadora del arte, Bingyi comenzó a mostrar sus pinturas en 2007. La primera gran instalación de pintura en tinta de Bingyi, de 18 por 23 metros, se inauguró en el Smart Museum of Art de Chicago en 2011, en una exposición comisariada por Wu Hung. Describió el trabajo como “posiblemente la pintura en tinta más grande jamás realizada, la artista expresa una comunión con la naturaleza y las tradiciones. Situada en el discurso sobre la práctica artística actual, esta es verdaderamente una obra de arte contemporáneo, que emplea la estética tradicional china para enriquecer la definición y el lenguaje de las expresiones artísticas contemporáneas”.
En octubre de 2013, Bingyi ocupó el centro del ayuntamiento de Toronto para crear una pintura en tinta de 1.800 metros cuadrados en el transcurso de una actuación pública al aire libre de doce horas titulada Metamorphosis: To the Non-earthlings. Menos de tres meses después, creó Epoché, una inmensa actuación pública e instalación en el aeropuerto internacional de Shenzhen Bao'an. Apodado "bomba de tinta", Epoché se convirtió en una sensación en Internet. Trabajando con las condiciones de suspensión, gravedad, tierra y viento, bombardeó un aeródromo con "bombas" de aceite y tinta de 20 kilogramos (44 libras) (500 kilogramos de material en total) lanzadas desde un helicóptero. El lienzo monumental resultante, registro de la actuación y del evento, se instaló en el centro del aeropuerto. A principios de 2014, Bingyi creó un trabajo de instalación/pintura en tinta de 18 por 22 metros titulado Wanwu. Wanwu es el más impresionante de la serie de trabajos sobre la tierra y el clima de Bingyi. Realizada en las montañas Longhu de la provincia de Jiangxi, uno de los sitios más sagrados de China, la pintura registra los efectos del viento, el sol, la humedad, la presión del aire y el terreno con tinta y agua en papel xuan hecho a medida. Instalado nuevamente de una manera diferente para el programa público Encounters de Art Basel Hong Kong 2016, Wanwu fue un punto culminante de la feria de arte y se presentó de manera central en una variedad de medios de comunicación, incluida la selección como uno de los quince mejores puestos de Artsy.
En 2018, Bingyi recreó una cascada de tinta en la montaña Emei. La pintura de 200 metros de largo descendió de la cima de la montaña y corrió por el curso de agua donde la cascada original había dejado de fluir. Emei Ink Waterfall se convirtió en la instalación central de la exposición individual de Bingyi de 2018 "Los paisajes imposibles" en Ink Studio en Beijing.
En 2019, Bingyi creó “The Time Tower” en la ciudad de Nanjing. La "Torre del Tiempo" es una obra maestra en forma de torre de 15 metros de altura que consta de 28 pantallas gigantes construidas en la ciudad de Nanjing. En las 28 pantallas se proyectaron diversas imágenes y videos digitales, ofreciendo experiencias sensoriales únicas a los visitantes. Bingyi nombró a "La Torre del Tiempo" una "arquitectura ligera", que combina experiencias espaciales y sensoriales en la belleza del flujo de información. El mismo día, Bingyi inauguró su instalación de 1000 metros en Shenzhen, titulada "La piel del océano". 
Bingyi también es la promotora del Lizard Institute en Beijing, una institución que se centra en la investigación y el fomento de la creatividad. Ofrece educación gratuita a estudiantes de las mejores instituciones a nivel internacional. El periodista de la revista Caixin, Li Hong, describe a Bingyi como "Un nuevo tipo de educadora de artes modernas" por sus esfuerzos y compromiso con la educación y la investigación alternativas. El plan de estudios fue diseñado para involucrar a los estudiantes en el pensamiento crítico y creativo a través de estudios de diferentes perspectivas a través de los ojos de artistas, críticos de arte y profesionales cuyo trabajo está relacionado con el pensamiento crítico y creativo, como expertos que trabajan en arte, danza, cine y medios.
Desde 2015, Bingyi se ha concentrado en un proyecto cinematográfico que documenta la desaparición de los hutongs de Beijing. Su trilogía cinematográfica narrativa Ruins se estrenará en el Museo de Arte del Condado de Los Ángeles y el Centro de Arte Contemporáneo Ullens en 2020. 
Las obras de arte de Bingyi se han exhibido en Australia, Bélgica, Canadá, China, Alemania, Corea del Sur, España, Turquía y los Estados Unidos. Su trabajo fue incluido en la 7ª Bienal de Gwangju.

## En la cultura popular
Películas
- 2013 - La pasión perdurable por la tinta de Britta Erickson
- 2015: convirtió un templo de Yuan en su hogar mediante la aplicación Yitiao, https://www.youtube.com/watch?v=rkw80DzGei0&list=PLLo7-IhUaVD21j2E4Y2HBBHRlSnSewg0l&index=44